# Cesare Pisoni
Cesare Pisoni (Milano, 1º luglio 1968) è uno snowboarder italiano.
È campione italiano di snowboard alpinismo in carica (2023), Tra le sue vittorie più significative ci sono:

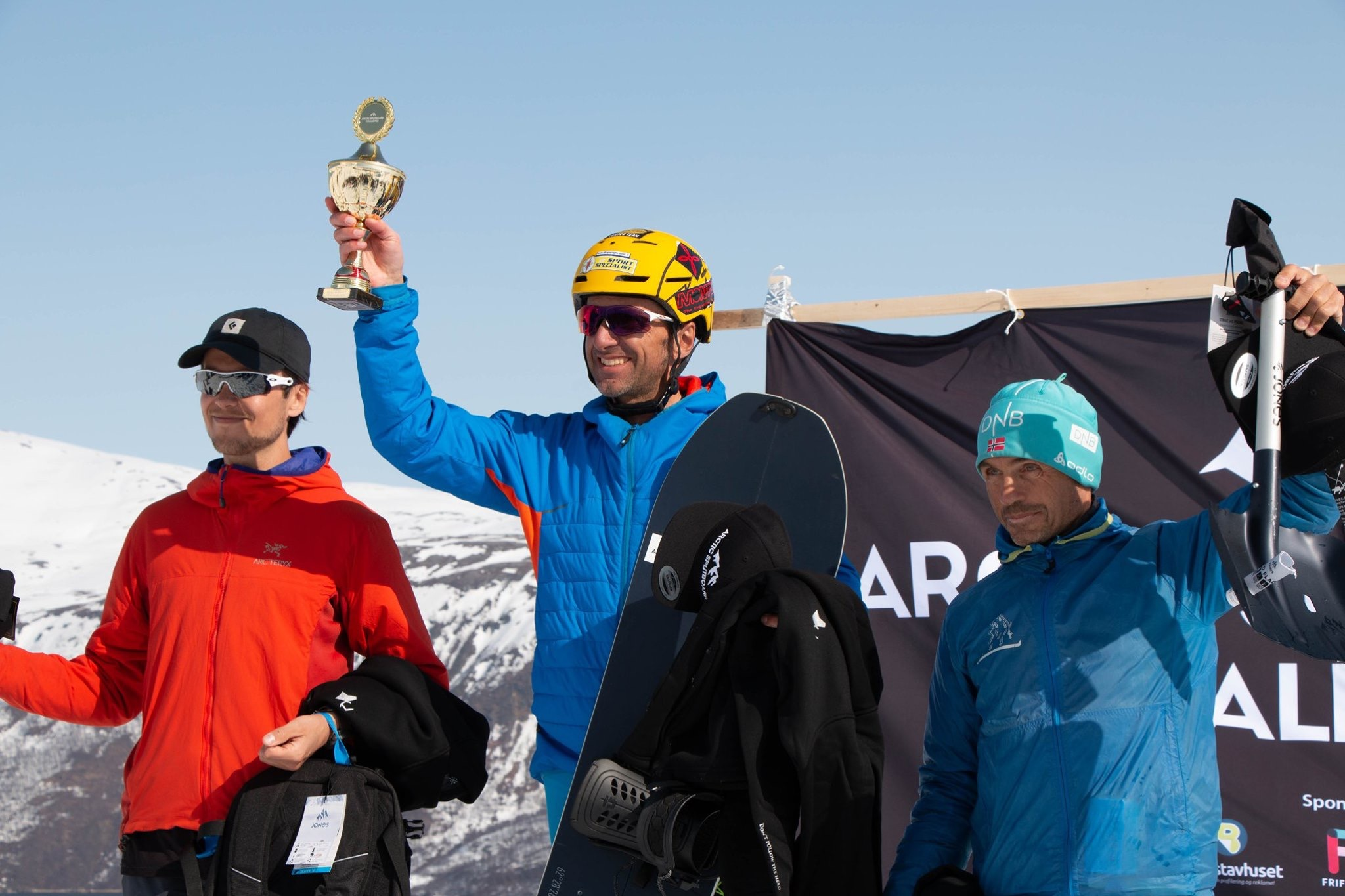
Il podio dell'Artic Splitboard Challenge 2019: Primo Cesare Pisoni (ITA), Secondo Petter Brattli (NOR), Terzo Giancarlo Costa (ITA)

L'Artic Splitboard Challenge 2019 a Tromso in Norvegia
e l'European Freeride Festival a Livigno nel 2015.
Ha al suo attivo 10 titoli italiani e 3 Coppe Italia generali.

## Biografia
Ha vissuto a Valcanale, frazione di Ardesio, località turistica della Val Seriana in provincia di Bergamo fino all'inizio delle scuole superiori. Inizia a praticare lo Snowboard nel 1989 al ritorno dal servizio militare e subito dopo essere diventato maestro di sci alpino. Nel 1991 partecipa alle prime competizioni di snowboard e nel frattempo si dedica allo studio di questo sport ottenendo nel 1993 il diploma in Educazione Fisica presso l'I.S.E.F. Lombardia di Milano, nel 1995 la laurea specialistica in Scienze e Tecniche delle Attività Fisiche e Sportive presso l'Université de Bourgogne a Digione (Francia) e nel 2002 il master di secondo livello in Metodologia dell'Allenamento presso la Facoltà di Medicina e Chirurgia dell'Università di Tor Vergata (Roma)
È stato coautore e protagonista del film di Dario Tubaldo Snowboard Alpinismo.
È allenatore federale e direttore tecnico delle squadre nazionali di snowboard italiane. 

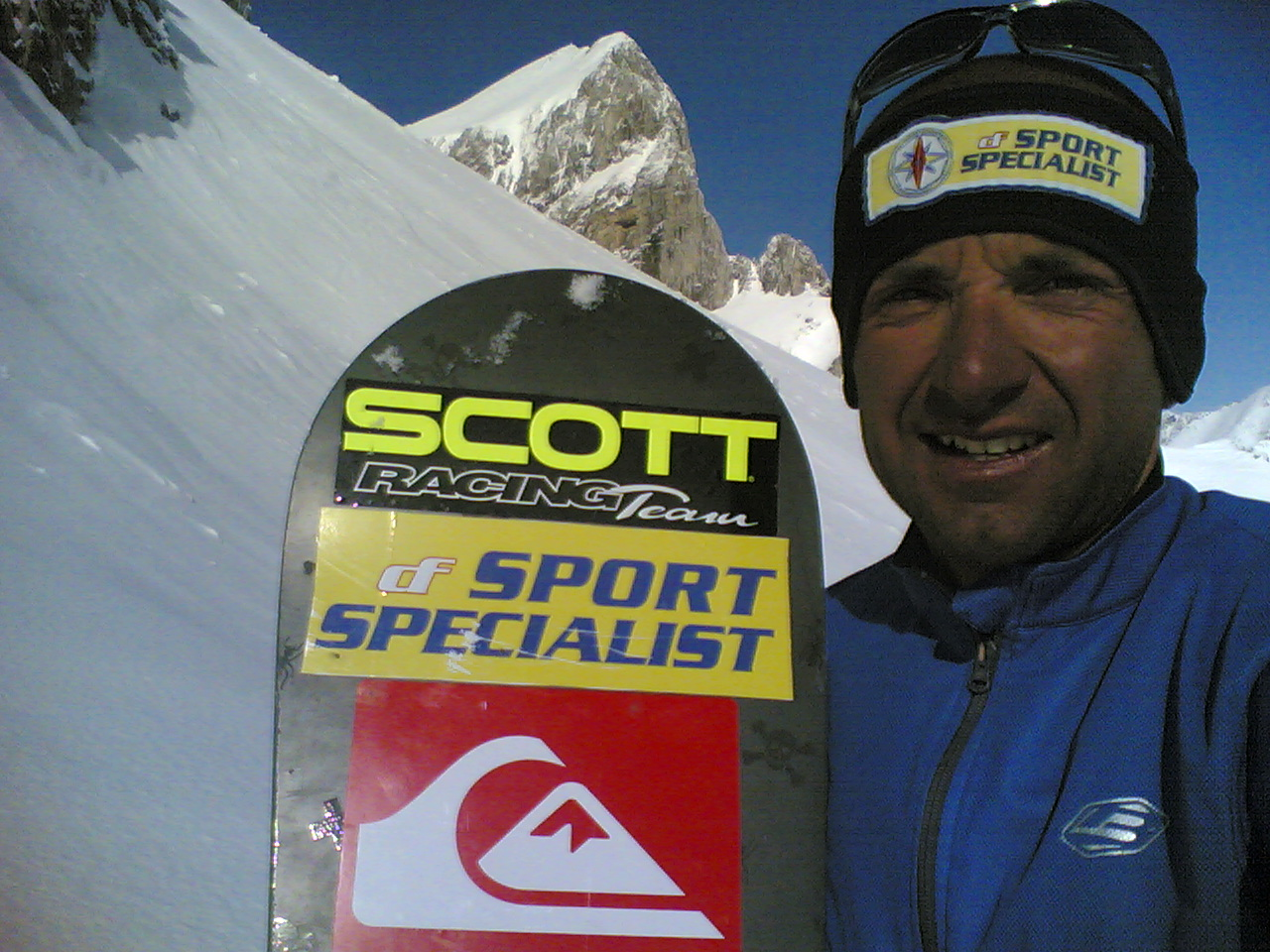
Cesare Pisoni a Corna Piana

Istruttore Nazionale di snowboard, si occupa sia della formazione dei maestri che degli allenatori.
Skyrunner e buon maratoneta, in questa disciplina ha un personale di 2h 56', conseguito nella sua prima maratona disputata a Bergamo nell'ottobre 2008.

## Palmarès
È stato 10 volte campione italiano di snowboard alpinismo:
- il 18 febbraio 2007 a Filettino (FR) sul Monte Viglio
- il primo marzo 2009 a Colere (BG) nel 2° Baz Snow & Race Trophy
- il 31 gennaio 2010 a Filettino (FR) sul monte Viglio
- il 27 febbraio 2011 a Lizzola (BG) nel 4° Baz Snow & Race Trophy
- il 5 febbraio 2012 a Vetan nel 10° Vetan Classic
- il 15 febbraio 2015 a Filettino sul Monte Viglio
- il 3 aprile 2016 a Monte Pora (BG)
- il 19 marzo 2017 a Prali (TO)
- il 20 febbraio 2022 a Filettino (FR) sul Monte Viglio
- il 5 marzo 2023 a Filettino (FR) sul Monte Viglio
È attualmente Campione Italiano in carica avendo vinto il 5 marzo a Filettino (FR) il Campionato Italiano Assoluto di Snowboard Alpinismo
Nel 2015, domenica 1º febbraio ha vinto all'European Freeride Festival di Livigno la gara di snowboard alpinismo valida come prima tappa della Coppa Italia
Ha vinto 3 edizioni della Coppa Italia di Snowboard Alpinismo Generale: la prima edizione nel 2009, nel 2010 e nel 2012
IL 27 Aprile 2019, in Norvegia a Tromso, ha vinto l'Artic Splitboard Challenge, la gara di Splitboarding più importante sul territorio Europeo

## Libri
Nel 1995 ha pubblicato il libro Snowboard. Surf da Neve edito da Sperling & Kupfer. Si tratta di uno dei primi manuali didattici scritti in Italia sull'argomento.